# Sickesia helmuti
Sickesia helmuti – gatunek kosarza z podrzędu Laniatores i rodziny Stygnidae. Jedyny znany przedstawiciel monotypowego rodzaju Sickesia.

## Występowanie
Gatunek wykazany z Brazylii.